# Furl
Furl (von englisch Frame Uniform Resource Locators) war eine 2003 gegründete, kostenlose englischsprachige Webanwendung für Social Bookmarks, die zum Web 2.0 gezählt wurde. Der Betrieb des Dienstes wurde am 17. April 2009 eingestellt.
Furl gehörte zu den Anbietern von Social Bookmarks, die es ermöglichten, vollständige Kopien einzelner Webseiten in personalisierten Archiven zu sichern.
Nach der Registrierung bei Furl konnte ein Bookmarklet in den Webbrowser integriert werden, womit die gerade im Browser aufgerufene Seite per Mausklick komplett in ein persönliches Furl-Archiv kopiert werden konnte. Für dieses Archiv standen jedem Furl-Benutzer 5 GByte Speicherplatz zur Verfügung. Die gespeicherten Seiten wurden bei einer Änderung der Originalseite nicht mitgeändert, so dass nur die Seite im Zustand zum Zeitpunkt des Speicherns abrufbar war. Furl ging in Diigo über, welches über mehr Möglichkeiten verfügt und besonders zum Forschen und Recherchieren geeignet ist. 
Das englische Wort furl bedeutet (etwas) aufrollen (zum Beispiel einen Schirm).